# Мельница на Флоссе

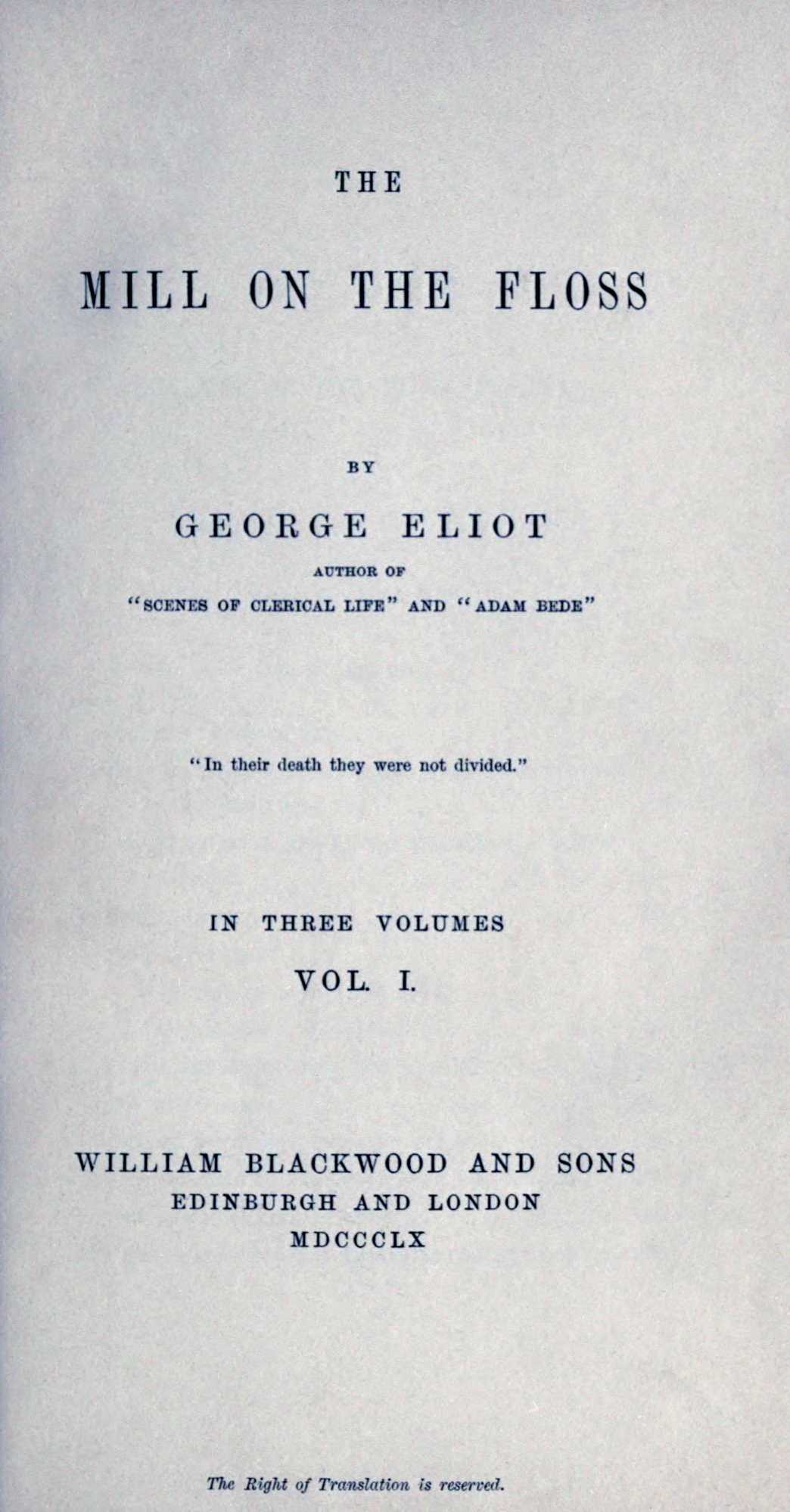
Мельница на Флоссе, 1860

«Мельница на Флоссе» (англ. «The Mill on the Floss») — роман английской писательницы Джордж Элиот, впервые опубликованный в трёх томах в 1860 году

## Содержание
В романе описывается жизнь Тома и Мэгги Талливер, — брата и сестры, которые живут вместе на берегу реки Флосс неподалёку от деревни Сент Оггс (названия — вымышленные). События происходит в Средней Англии. Судьба брата и сестры, Мэгги и Тома Талливеров, семье которых вот уже много поколений принадлежала Мельница на Флоссе. Отец проиграл многочисленные тяжбы и повздорил со значимыми людьми своего округа. В результате семья погрузилась в бедность, лишилась мельницы, отец здоровья, дети — учёбы, мать — тщательно сбереженного приданого и вещей ручной работы. Тогда как для Тома наибольшую проблему представляла утрата денег (и он с энергией молодости взялся её решать), для души Мэгги была нестерпима вражда отца с Уэйкемом, чей сын Филип стал её хорошим другом. Позже, став невольной соперницей подруги в любви и нарушив завет отца о вражде с Уэйкемами, Мэгги лишилась любви брата, которую вернула только в конце романа, перед самой смертью. Роман заставляет задуматься о людях, заглянуть в их душу, не делать скоропалительных оценок, описывает общество любого времени — ограниченное и быстрое на осуждение. Роман охватывает промежуток период между 1820—1830-ми годами.
Книга представляет собой частичную автобиографию писательницы, отражая унижение, испытанное реальной Мэри Энн Эванс во время продолжительной связи с женатым мужчиной, — Джорджем Генри Льюисом (философом-позитивистом, известным литературным и театральным критиком).
Мэгги Талливер — центральный персонаж романа. Образ героини рисуется сквозь призму её отношений со старшим братом Томом, горбатым, но чутким и проницательным другом детства Филипом Уейкемом и женихом кузины Люси Дин, блестящим светским молодым человеком, — Стивеном Гестом.

## Экранизации
- 1978—1979 — Мельница на Флоссе / The Mill on the Floss[3], — 8-и серийный телефильм «BBC»